# Sinh đôi

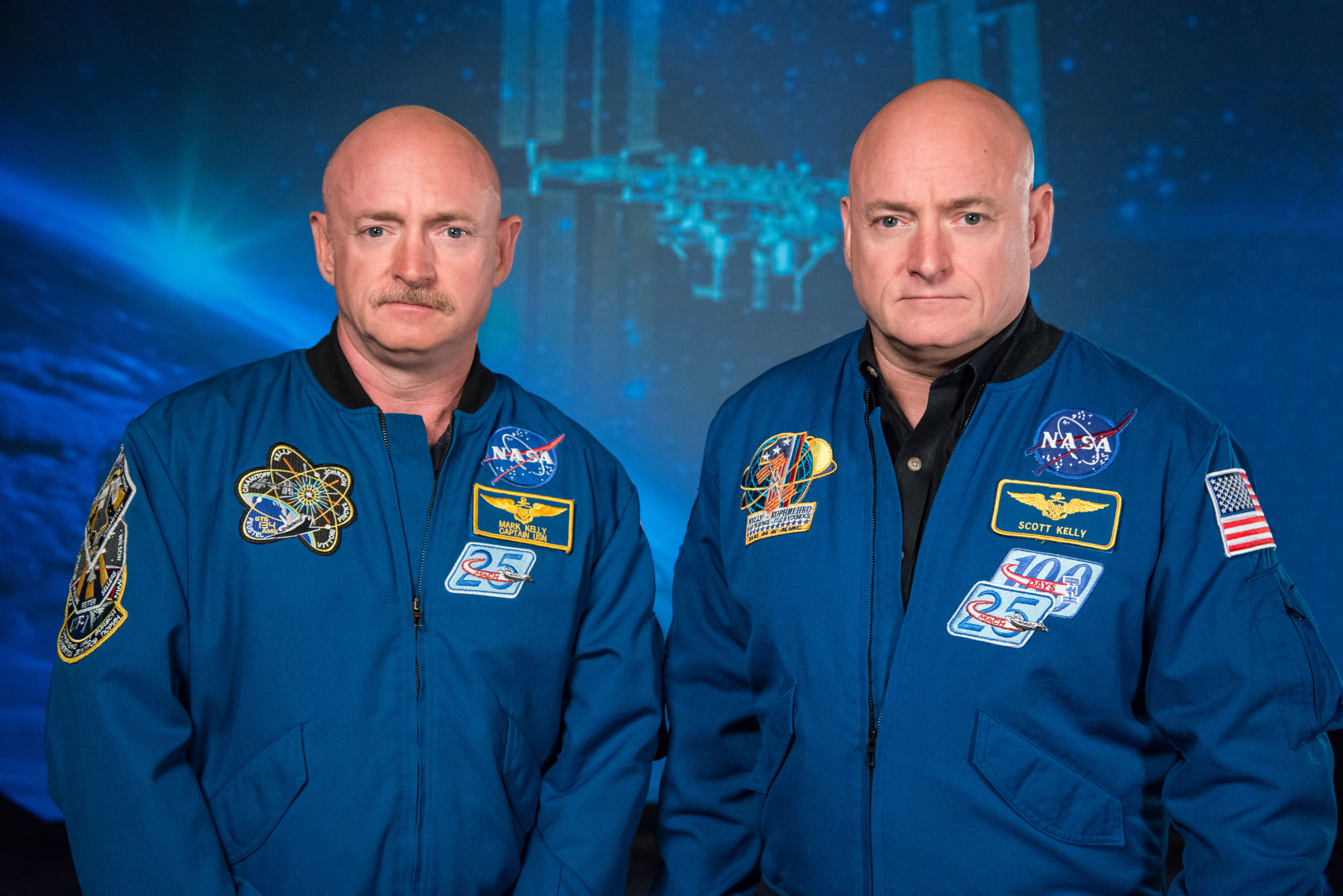
Cặp sinh đôi cùng hợp tử Mark và Scott Kelly, đều là cựu phi hành gia của NASA.

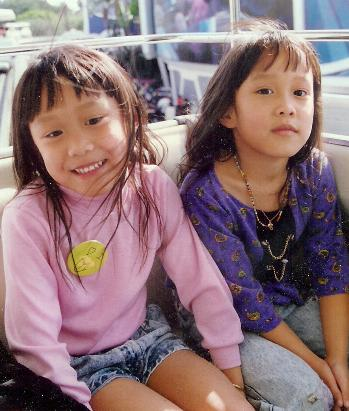
Hình 1: Hai trẻ Việt Nam sinh đôi.

Bình thường, một người mẹ mỗi lần sinh con thì chỉ đẻ một con. Tuy nhiên, có khá nhiều trường hợp mà một mẹ lại đẻ nhiều con trong một thai kỳ, thì ở các trường hợp này, những người con cùng được sinh ra như thế được gọi là trẻ đồng sinh.
Sinh đôi (song sinh) là trường hợp đồng sinh mà hai con cùng được đẻ ra sau một lần mang thai của mẹ. Nếu sinh nhiều hơn hai con, thì thường được gọi là sinh ba, sinh tư v.v. Những người con sinh đôi, sinh ba, sinh tư,... thậm chí đã có sinh sáu hay hơn nữa như vậy được gọi chung là những người đồng sinh.
Hiện tượng đồng sinh không chỉ phổ biến ở loài người, mà còn gặp ở rất nhiều loài động vật có vú khác. Ở bài này chỉ đề cập đến sinh đôi ở người.

## Tỷ lệ sinh đôi
- Tỷ lệ sinh đôi tại Hoa Kỳ đã tăng 76% từ năm 1980 đến năm 2009, từ 18,8 đến 33,3 trên 1.000 ca sinh.

Chủng tộc Yorubae (Người Yoruba) có tỷ lệ sinh đôi cao nhất trên thế giới: 50–100 ca trên 1.000 ca sinh.
Ở Trung Phi, tỷ lệ này là 36–60 trên 1.000 ca sinh. Bắc Mỹ và châu Âu có tỷ lệ trung bình từ 9 đến 16 trên 1.000 ca sinh. Còn Mỹ Latinh, Nam Á và Đông Nam Á thì tỷ lệ chỉ có 6 đến 9 ca trên 1000.
- Tỷ lệ sinh đôi còn phụ thuộc vào thức ăn. Một nghiên cứu năm 2006 đã phát hiện ra một số chất gây tăng trưởng trong sữa bột sản xuất công nghệ làm tăng khả năng sinh đôi. Điều tra theo hướng này cho biết những phụ nữ không hoặc rất ít uống sữa này chỉ có 20% sinh đôi so với các phụ nữ thường xuyên dùng sữa hoặc chế phẩm từ sữa. Ngoài ra, không chỉ sữa mà còn có nhiều loại thức ăn khác, đặc biệt là các loại có xuất sứ từ những nông trại hoặc xưởng chế biến có sử dụng hoá chất, nhất là hormone tăng trưởng (GH) cung cấp cho gia súc.
- Tỷ lệ sinh đôi chịu ảnh hưởng rõ rệt của yếu tố di truyền. Những phụ nữ có tiền sử gia đình sinh đôi cao thì thường sinh đôi, do hiện tượng gọi là siêu rụng trứng (hyper-ovulate) liên quan nhiều đến các gen mã hoá hoocmôn.
- Ngoài ra, các nhà nghiên cứu còn nhận thấy tỷ lệ này còn liên quan nhiều đến tuổi của người mẹ, xu hướng tăng sử dụng các chế phẩm hoocmôn sinh dục và nhất là phương pháp điều trị vô sinh.[6]

## Các kiểu chính
- Xét về giới tính các người sinh đôi, người ta có chia ra 3 kiểu sinh đôi:

1. Sinh đôi hai nam.
2. Sinh đôi hai nữ.
3. Sinh đôi 1 nam 1 nữ.

Kiểu thứ ba có tỷ lệ thấp nhất.
- Xét về sinh lý học và di truyền học, trong thực tế lâm sàng của Sản khoa và Phụ khoa, người ta chia ra hai kiểu chính:

1. sinh đôi cùng trứng
2. sinh đôi khác trứng.

### Sinh đôi cùng trứng
- Thường thì mỗi trứng sau khi được thụ tinh bởi tinh trùng duy nhất, sẽ tạo thành 1 hợp tử và hợp tử này phát triển thành 1 phôi trong dạ con người mẹ, từ đó 1 người con được ra đời. Tuy nhiên, trong quá trình phát triển sớm nhất của phôi trong dạ con, thì phôi lại tự nhiên tách thành hai (hình 2). Do đó, hai thai cùng lúc được phát triển và trở thành hai người con "giống nhau như hai giọt nước" (hình 1, hình 3 và hình 4). Do đó, kiểu này còn được gọi theo cách thông thường là "sinh đôi giống hệt nhau" (identical twins).[7]
- Đặc điểm sinh học cơ bản:
  - Những người sinh đôi kiểu này được gọi bằng thuật ngữ chuyên môn là sinh đôi từ một hợp tử (monozygotic twins).
  - Những người sinh đôi cùng trứng có bộ gen (genome) như nhau.
  - Cùng giới tính, màu mắt, nhóm máu v.v.
- Các loại phôi song sinh trong sinh đôi cùng trứng có thể gặp:[2][8]

1. Hai màng đệm (dichorionic), 2 màng ối (diamniotic), 2 nhau (rau thai) riêng.
2. Hai màng đệm (dichorionic), 2 màng ối (diamniotic), chung 1 nhau.
3. Một màng đệm (monochorionic), 2 màng ối (diamniotic), chung 1 nhau.
4. Chung nhau 1 màng đệm (monochorionic), 1 màng ối (monoamniotic), 1 nhau.

Minh họa các loại này ở hình 5, trong đó mô tả mỗi loại sinh đôi là kết quả của phân cắt phôi phát sinh ở các giai đoạn khác nhau (phôi dâu, phôi vị...) trong những giai đoạn sớm ở sự phát triển phôi người.
- Theo một thống kê ở Hoa Kỳ, cứ 100% cặp sinh đôi thì có:[8]
  - Khoảng 30-40% cặp phôi loại "Di-Di" (tức loại 1 + 2 ở trên);
  - Khoảng 60-70% cặp phôi thuộc loại "Mono-Di" (loại 3);
  - Khoảng 1-2% cặp phôi là hoàn toàn chung nhau (Mono-Mono), 2 phôi không tách biệt nhau, nên đôi khi có thể bị dính nhau một vài bộ phận cơ thể, tạo ra trường hợp sinh đôi dính liền. Trường hợp này đã biết từ lâu, nhưng thường được nhắc đến nhiều nhất trong Sinh học là cặp sinh đôi đầu thế kỉ 19 nổi tiếng thế giới với tên gọi "anh em Xiêm" (Siamese twins), tức là Chang và Eng Bunker ở Thái Lan xưa (sinh năm 1811).

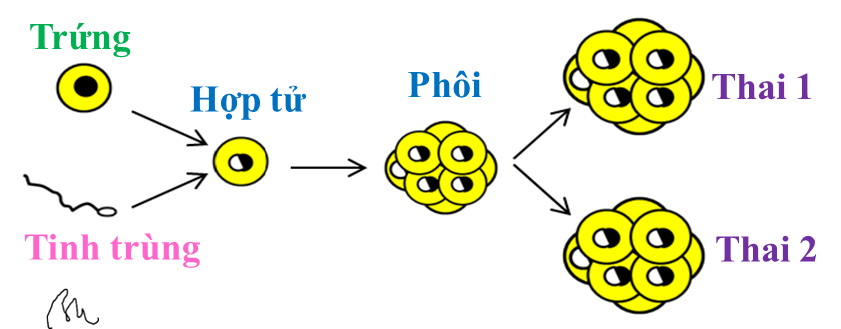
Hình 2: Sơ đồ hình thành thai đôi cùng trứng. Từ một hợp tử tạo thành phôi sớm, phôi này lại tách thành hai (thường vào ngày thứ 1 - 3 sau thụ tinh đến giai đoạn phôi vị), nên tạo ra hai thai cùng phát triển trong dạ con.
Hình 3: Hai trẻ Hàn Quốc sinh đôi cùng trứng.Hình 3: Hai trẻ Hàn Quốc sinh đôi cùng trứng.
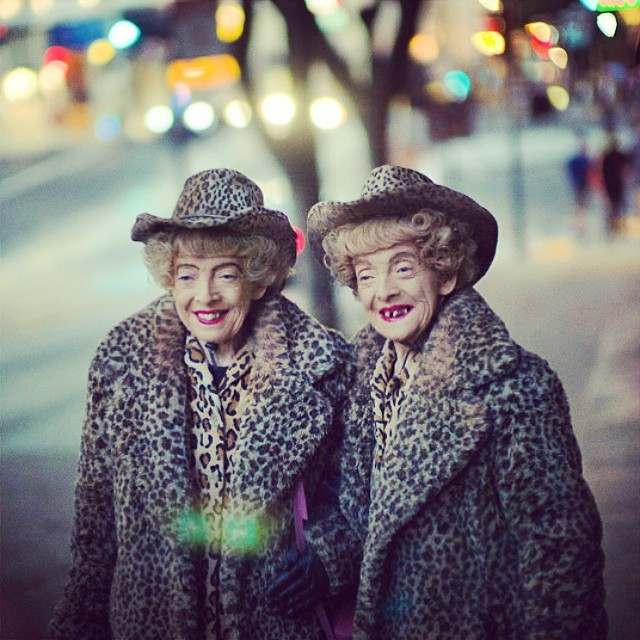
Hình 4: Hai chị em người Hoa Kỳ Marian và Vivian Brown cùng sinh ngày 25/1/1927.
Hình 5: Các loại song phôi cùng trứng: Dichorionic diamniotic (2 đệm 2 ối); Monochorionic diamniotic (1 đệm 2 ối); Monochorionic monoamniotic(1 đệm 1 ối) và Conjoined twins (dính nhau).

### Sinh đôi khác trứng
- Thường thì mỗi lần thụ tinh chỉ có 1 trứng rụng. Nhưng nếu nhiều trứng cùng rụng và cùng được thụ tinh bởi nhiều tinh trùng khác nhau, thì phát sinh hiện tượng đồng sinh khác trứng: nhiều hợp tử khác nhau cùng được tạo thành, phát triển thành các phôi có kiểu gen khác nhau cùng phát triển thành các thai riêng biệt, cuối cùng thành những đứa trẻ đồng sinh khác trứng.
- Do đó, sinh đôi khác trứng tạo ra hai người con không giống hệt nhau như trường hợp trên, nên còn gọi là sinh đôi không hệt nhau (nonidentical twin), trong đó các con sinh đôi giống và khác nhau như hai anh/chị em bình thường, nên cũng được gọi là sinh đôi anh em (fraternal twin).
- Tỷ lệ sinh đôi khác trứng không như nhau trên thế giới. Chẳng hạn, ở Trung Phi và Tây Phi có tỷ lệ sinh đôi kiểu này rất cao, như ở Nigeria là 45 cặp sinh đôi trên 1.000 ca sinh. Ở Nam Á và Đông Nam Á thì chỉ có 6 đến 9 trên 1.000 ca sinh. Tuy chưa rõ nguyên nhân cụ thể, nhưng thống kê cho biết tỷ lệ sinh đôi khác trứng thường khá cao ở những vùng (như Nigeria) lấy nguồn dinh dưỡng chính trong bữa ăn hàng ngày là một loại khoai địa phương rất giàu phytoestrogen. Người ta cũng nhận thấy các bà mẹ trên tuổi 35 sinh con thường sinh đôi kiểu này cao hơn, điều này cũng có nghĩa là khả năng con sinh ra mắc hội chứng Đao cao hơn.[10]
- Đặc điểm sinh học cơ bản của những người sinh đôi khác trứng:
  - Những người sinh đôi kiểu này được gọi bằng thuật ngữ chuyên môn là sinh đôi từ hai hợp tử (dizygotic twins). Thuật ngữ này bắt nguồn từ "di" nghĩa là hai + "zygote" là hợp tử, mặc dù có thể là sinh ba.
  - Những người sinh đôi khác trứng có bộ gen (genome) khác nhau. Có thể khác nhau về giới tính, màu mắt, nhóm máu v.v.
  - Những điểm giống nhau và khác nhau về hình thái (bên ngoài) tương đương với anh/chị em sinh một cùng bố mẹ.
  - Trong phát triển bào thai của loại này, hai hợp tử phát triển riêng biệt trong dạ con của mẹ, có màng và túi ối riêng, dây rốn và nhau thai cũng riêng.
- Ngoài ra, còn có thể gặp trường hợp rất hiếm là sinh đôi khác trứng và có hai người cha khác nhau, nghĩa là một noãn được thụ tinh bởi một tinh trùng của một người cha này, còn noãn kia được thụ tinh bởi một tinh trùng của một người cha khác, nếu những lần người mẹ giao hợp với hai người đàn ông khác nhau, lại gần nhau. Trong trường hợp này, đặc điểm sinh học của cặp sinh đôi giống như anh/chị em cùng mẹ khác cha.[10]
- Sự khác nhau cơ bản về mặt sinh lý giữa sinh đôi cùng trứng và sinh đôi khác trứng vừa trình bày được biểu diễn bằng sơ đồ hình 6.

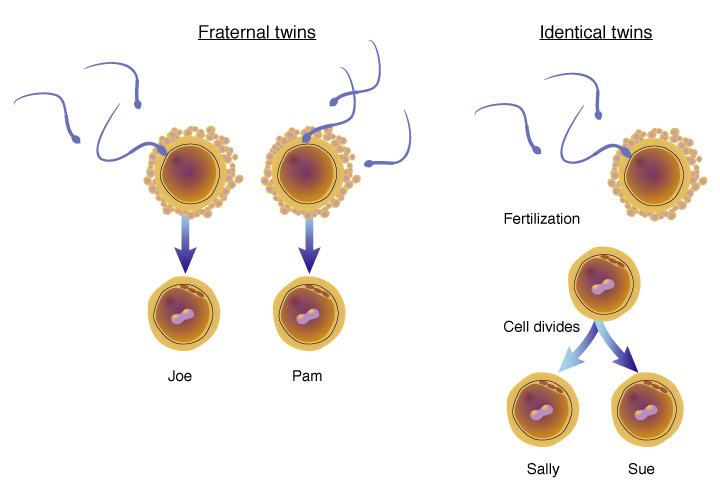
Hình 6: So sánh sinh đôi cùng trứng (phải) và sinh đôi khác trứng (trái).

### Sinh đôi cực hiếm
- Trong sản khoa đã phát hiện những ca sinh đôi kỳ lạ, khác với hai kiểu sinh đôi nói trên: hai trẻ sinh đôi gồm một trai và một gái nhưng lại rất giống nhau như trường hợp sinh từ một hợp tử. Bởi vì một noãn không thể chia đôi ngay trước lúc thụ tinh, nên người ta đề ra giả thuyết rằng: một thể cực (Polar Body) đã được thụ tinh cùng với noãn bởi hai tinh trùng khác nhau.[11] (Xem khái niệm về "thể cực" ở trang Sự tạo noãn).
- Lúc đầu, người ta gọi kiểu này là "sinh đôi kiểu ba" (third-twin type), nhưng sau đó gọi là là "sinh đôi nửa cùng trứng" (semi-identical twinning). Hiện nay trường hợp này thường được gọi bằng thuật ngữ "sinh đôi thể cực" (Polar Body Twins). Về lý thuyết trẻ sinh đôi từ noãn và thể cực mang bộ gen đơn bội của mẹ là hệt như nhau, chỉ khác nhau về bộ gen của 2 tinh trùng của người cha, nên khoảng 75% giống nhau so với sinh đôi khác trứng.[12]

## Ý nghĩa sinh học
- Trong nghiên cứu sự phát triển cá thể của con người cũng như động vật, những thành tựu về ảnh hưởng giữa kiểu gen và môi trường trong quá trình hình thành kiểu hình ở sinh đôi cùng trứng cho các kết luận quan trọng. Nhờ đó, người ta biết được rằng tính trạng nào do kiểu gen quyết định là chính, còn tính trạng nào do tác động môi trường.
- Ở kiểu sinh đôi cùng trứng, hai người con quả là giống hệt nhau. Sự giống nhau này lại được “tăng cường” bởi những người con này ăn mặc như nhau (hình 3, hình 4). Tuy nhiên, nếu quan sát kỹ lưỡng vẫn có nhiều chi tiết hình thái khác nhau, nhất là khi họ lớn lên và chịu các ảnh hưởng khác nhau của môi trường, đặc biệt là môi trường giao tiếp xã hội, giáo dục, tạo ra sự “phân hoá”.
- Nghiên cứu sự phân hoá này, người ta có thể hiểu thêm về các quá trình tái tổ hợp gen khác nhau đã xảy ra ở những kiểu gen như nhau.

## Chăm sóc
- Các trẻ đồng sinh nói chung và sinh đôi nói riêng cùng được phát triển trong một dạ con và được nuôi dưỡng chỉ nguồn duy nhất từ một người mẹ. Việc cung cấp chất dinh dưỡng do đó lớn gấp bội trường hợp sinh một bình thường. Bởi thế, khi có thai, người mẹ cần thăm khám sớm và có chế độ bồi dưỡng thích đáng.
- Thời gian mang thai ở trường hợp thai một (bình thường) là khoảng 40 tuần. Tuy nhiên, trường hợp mang thai đồng luôn ngắn hơn: thường khoảng 37 - 38 tuần. Điều này được giải thích là do kích thước dạ con của mẹ có hạn và do nhu cầu dinh dưỡng tăng rất cao của cơ thể của người mẹ, cũng như sự hạn chế của thai để nhận được đầy đủ tất cả các chất dinh dưỡng cần thiết trong quá trình phát triển. Ngoài ra, trẻ đồng sinh thường có trọng lượng sơ sinh thấp hơn bình thường. Nghĩa là nếu đồng sinh thì thường sinh sớm hơn “thời hạn” và trẻ sơ sinh thường nhỏ hơn và điều này là bình thường, không nên lo ngại.
- Tuy nhiên, cũng vì lý do trên nên đồng sinh thường sinh non và kèm theo là thường có nguy cơ thiếu dinh dưỡng, vàng da v.v.[13]
- Ngoài ra cũng nên lưu ý rằng sinh đôi nói riêng và đồng sinh nói chung là “ý của Trời” – nói cách khác là do tự nhiên - nên đừng dùng thuốc hay chất kích thích hoặc biện pháp nào cả để sinh đôi như lời khuyên của một số người, khi bố mẹ có ý thích sinh đôi.